# Stefan Du Chateau
Stefan Du Chateau, fr. Stéphane du Chateau (ur. w 1908 w Solwyczegodsku na Syberii, zm. w 1999 w Paryżu) – polski architekt mieszkający i tworzący we Francji.

## Życiorys
Urodził się rodzinie polskiego zesłańca o korzeniach francuskich. Po powrocie z Syberii rodzina Stefana zamieszkała we Władzinie koło Uchań. Studia ukończył na Politechnice Lwowskiej, uczestniczył w kampanii wrześniowej, a po drugiej wojnie światowej osiedlił się we Francji wraz ze swoją małżonką Krystyną Anną z domu Szeronos (również architektką, w Polsce pracującą w pracowni Bohdana Pniewskiego). Du Chateau wykładał architekturę nowoczesną na paryskiej Akademii Sztuk Pięknych (École des Beaux-Arts) oraz na Uniwersytecie w Montrealu. Jego pomysły konstruktorskie i architektoniczne często były nowatorskie. Jako wynalazca nowych struktur przestrzennych odkrył rurę do budowy konstrukcji (tzw. constructions tubulaires), jako jeden z pierwszych zastosował aluminium, zaś jego rozwiązania cechuje lekkość, funkcjonalność, ekonomika i estetyka.
Projektował dworce kolejowe i lotnicze, stadiony, pływalnie, centra handlowe, biblioteki, hotele, kościoły, meczety (np. Meczet Hassana II w Casablance), hale tenisowe. Jego dziełem jest piramida wieńcząca tzw. Ołówek (Crayon) – Wieżowiec Crédit Lyonnais w Lyonie.
Od 1988 roku – Honorowy Obywatel Miasta Hrubieszowa. Stefan Du Chateau był również kolekcjonerem. Swoją okazałą kolekcję w części przekazał Muzeum Regionalnemu im. Stanisława Staszica, a część Fundacji Kultury i Przyjaźni Polsko-Francuskiej im. Stefana i Krystyny Du Chateau (która powstała jego staraniem w 1994 r). 
Jest pochowany na cmentarzu w Montmorency pod Paryżem, wśród grobów wielu innych Polaków, m.in. C.K. Norwida i gen. Sosnkowskiego.